# رود ساناگا
رودخانه ساناگا بزرگترین رودخانه کشور کامرون است. طول این رودخانه حدود ۶۰۳ کیلومتر (۳۷۵ مایل) از محل تلاقی رود جرم و رود لوم است. طول کل سیستم رودخانه ساناگا-جرم حدود ۱۰۶۷٫۵ کیلومتر (۶۶۳٫۳ مایل) است. در مسیر رود ساناگا دو سد به نام‌های آهنگ لولو و ایدا وجود دارد.
سرچشمه رودخانه ساناگا فلات آداماوا است. این رود از تلاقی رودخانه جرم و رودخانه لوم تشکیل شده‌است. طول رودخانه جرم ۴۶۴٫۵ کیلومتر (۲۸۸٫۶ مایل) و رودخانه لوم طول کل ۴۲۴٫۲ کیلومتر (۲۶۳٫۶ مایل) است. جدا از رودخانه‌های سرچشمه، بزرگترین سرشاخه ساناگا، رود امبا با طول کلی ۵۴۸ کیلومتر (۳۴۱ مایل) است.